# Анатолий Илин
Анатолий Илин (на руски: Анатолий Ильин) е съветски футболист и треньор.

## Кариера
Илин играе през цялата си кариера за Спартак Москва. През 1952 г. е включен съставът на националния отбор на Съветския съюз, който взима участие в летните олимпийски игри в Хелзинки. В първия мач, който е с България (2:1), той е контузен и в следващите 2 мача на съветския отбор не играе. През 1954 г., отбелязвайки 11 гола е най-продуктивният нападател на шампионата на СССР.
Почетен майстор на спорта на СССР (1957 г.). Той вкарва решаващ гол във финалите на олимпийските игри в Мелбърн (1956) срещу югославския отбор.
На Световното първенство в Швеция (1958 г.) на четвъртфиналите отбелязва единственият гол срещу англичаните. През същата година, той става голмайстор на националния шампионат, с 19 гола. Общо в Спартак има 224 мача, като отбелязва 83 гола.
До 2016 г. Илин е последният жив член на националния футболен отбор на СССР, участвал на летните олимпийски игри през 1952 г. в Хелзинки.

## Отличия

### Отборни
Спартак Москва
- Съветска Висша лига: 1952, 1953, 1956, 1958, 1962
- Купа на СССР по футбол: 1950, 1958

### Международни
СССР
- Летни олимпийски игри: 1956